# 閔行中学
上海市閔行中学は中華人民共和国上海市閔行区の南エリアにある高等学校。閔行中学は1928年に創立され、あとは閔行区にある最初の重点高校になった。今も上海市実験性、示範性高校にランクインしている一方、閔行区の行政機関の北エリアへの移転などをきっかけとして、大学進学の実績も著しく低下していた。近年、学校管理層の再編などにより、学校教育改革が行われ、大学進学実績もある程度回復した。